# Nesticus yaginumai
Nesticus yaginumai là một loài nhện trong họ Nesticidae.
Loài này thuộc chi Nesticus. Nesticus yaginumai được miêu tả năm 1987 bởi Irie.